# اماراژی
اماراژی (به پرتغالی: Amaraji) یک منطقهٔ مسکونی در برزیل است که در پرنامبوکو واقع شده‌است. اماراژی ۲۳۴٫۷۸ کیلومتر مربع مساحت دارد ۲۸۹ متر بالاتر از سطح دریا واقع شده‌است.